# Hagen Pfundner
Hagen Pfundner (* 27. Oktober 1960 in Essen) ist ein deutscher Apotheker, er ist Industriemanager, Vorstandsmitglied  des Bundesverbandes der Deutschen Industrie (BDI) und des Verbands Forschender Arzneimittelhersteller (VFA) sowie Honorarprofessor und Ehrensenator der Universität Freiburg im Breisgau und seit 2018 Mitglied des Universitätsrats der Albert-Ludwigs-Universität Freiburg im Breisgau.

## Leben
Nach dem Studium der Pharmazie an der Universität Freiburg (Brsg.), das er mit dem Apothekerexamen 1989 abschloss, wurde er wissenschaftlicher Assistent an den Universitäten von Marburg und Kiel. Mit der Dissertation: Beteiligung von Cytochrom P-450 an der Biotransformation von Amidinen; Untersuchungen mit gereinigten Enzymen und Antikörpern promovierte er 1991 zum Dr. rer. nat. an der Universität Kiel. 
Nach dem Eintritt in den Vertrieb und das Produktmanagement bei der Hoffmann-La Roche AG Deutschland (1992–1995) übernahm er Aufgaben als Global Business Leader für die Therapiegebiete Entzündungs- und Knochenkrankheiten in der Schweiz (1995–1998), die Marketing und Vertriebsleitung in Kanada (1998–2001), wurde Global Leader Virologie im Stammhaus Schweiz (1998–2001), übernahm die Geschäftsführung Schweden und war von 2006 bis Juni 2024 Geschäftsführer der Roche Deutschland Holding GmbH und Vorstand der Roche Pharma AG Deutschland. Seit September 2024 ist er Vorsitzender der Geschäftsführung der Roche Deutschland Holding GmbH.
Im Jahr 2008 wurde er in den Vorstand des VFA berufen und war von 2011 bis 2016 dessen Vorsitzender, seit 2011 ist er Mitglied des Vorstandes des Instituts für Marktorientierte Unternehmensführung (IMU) der Universität Mannheim. Er ist Vorstandsmitglied des BDI und war von 2015 bis 2021 Vorsitzender des BDI-Ausschusses für industrielle Gesundheitswirtschaft, seit 2022 dessen stellvertretender Vorsitzender.
Die Fakultät für Chemie und Pharmazie der Universität Freiburg im Breisgau berief ihn 2016 zum Honorarprofessor. Er war auch Vorsitzender des Hochschulrates der Dualen Hochschule Baden-Württemberg Lörrach, Rektorat Theodor Sproll. Von 2018 bis 2024 Mitglied des Universitätsrates der Albert-Ludwigs-Universität Freiburg. Im Jahr 2019 wurde Hagen Pfundner in den Strategiekreis der "Nationalen Dekade gegen Krebs" der Bundesregierung berufen.
Von 2020 bis 2024 war er persönliches Mitglied im Steuerungskreis des Stifterverbandes. Von 2018 bis 2024 war er "Sprecher der Wirtschaft" im Forum Standort Gesundheitswirtschaft der Landesregierung Baden-Württemberg unter der Leitung von Ministerpräsident Winfried Kretschmann.
Hagen Pfundner ist Gründungsmitglied der Vereine "Academia Meets Industry" und "Vision Zero".
Hagen Pfundner ist verheiratet und hat zwei Kinder.

## Ehrungen und Auszeichnungen
Im Jahr 2016 wurde er von Ministerin Nicole Hoffmeister-Kraut mit der Wirtschaftsmedaille des Landes Baden-Württemberg ausgezeichnet.
Im Jahr 2024 wurde ihm die Ehrensenatorwürde der Albert-Ludwigs-Universität Freiburg verliehen.